# Іліман Ндіає
Іліман Ндіає (фр. Iliman Ndiaye, нар. 6 березня 2000, Руан) — сенегальський футболіст, півзахисник англійського клубу «Евертон» і національної збірної Сенегалу.

## Клубна кар'єра
Народився 6 березня 2000 року в місті Руан. Вихованець юнацьких команд футбольних клубів «Ровен Сапінс», «Руан», «Марсель», «Даар Сакре-Кур», «Борем Вуд» та «Шеффілд Юнайтед».
У дорослому футболі дебютував 2020 року виступами за команду «Гайд Юнайтед», в якій того року взяв участь у 6 матчах чемпіонату. 
До основного складу клубу «Шеффілд Юнайтед» приєднався 2021 року. Відіграв за команду з Шеффілда три сезони в національному чемпіонаті.
1 серпня 2023 року підписав контракт з французьким «Марселем».

## Виступи за збірну
2022 року дебютував в офіційних матчах у складі національної збірної Сенегалу.
У складі збірної був учасником чемпіонату світу 2022 року у Катарі.
| Дата       | Місто            | Господарі  | Результат               | Гості           | Турнір                                        | Голи | Примітки |
| ---------- | ---------------- | ---------- | ----------------------- | --------------- | --------------------------------------------- | ---- | -------- |
| 4-6-2022   | Діамніадіо       | Сенегал    | 3 – 1                   | Бенін           | Відбір до Кубка африканських націй 2023       | -    | 67'      |
| 27-9-2022  | Марія Енцерсдорф | Сенегал    | 1 – 1                   | Іран            | товариський матч                              | -    | 86'      |
| 25-11-2022 | Доха             | Катар      | 1 – 3                   | Сенегал         | ЧС 2022 - груповий етап                       | -    | 75'      |
| 29-11-2022 | Ер-Раян          | Еквадор    | 1 – 2                   | Сенегал         | ЧС 2022 - груповий етап                       | -    | 75'      |
| 4-12-2022  | Ель-Хаур         | Англія     | 3 – 0                   | Сенегал         | ЧС 2022 - 1/8 фіналу                          | -    | 46'      |
| 24-3-2023  | Діамніадіо       | Сенегал    | 5 – 1                   | Мозамбік        | Відбір до Кубка африканських націй 2023       | 1    | 76'      |
| 28-3-2023  | Мапуту           | Мозамбік   | 0 – 1                   | Сенегал         | Відбір до Кубка африканських націй 2023       | -    | 85'      |
| 12-9-2023  | Діамніадіо       | Сенегал    | 0 – 1                   | Алжир           | товариський матч                              | -    | 70'      |
| 16-10-2023 | Ланс             | Сенегал    | 1 – 0                   | Камерун         | товариський матч                              | -    | 78'      |
| 18-11-2023 | Діамніадіо       | Сенегал    | 4 – 0                   | Південний Судан | Відбір до ЧС 2026                             | -    | 64'      |
| 21-11-2023 | Ломе             | Того       | 0 – 0                   | Сенегал         | Відбір до ЧС 2026                             | -    | 74'      |
| 8-1-2024   | Діамніадіо       | Сенегал    | 1 – 0                   | Нігер           | товариський матч                              | -    | 61'      |
| 15-1-2024  | Ямусукро         | Сенегал    | 3 – 0                   | Гамбія          | Кубок африканських націй 2023 - груповий етап | -    | 78'      |
| 19-1-2024  | Ямусукро         | Сенегал    | 3 – 1                   | Камерун         | Кубок африканських націй 2023 - груповий етап | -    | 82'      |
| 23-1-2024  | Ямусукро         | Гвінея     | 0 – 2                   | Сенегал         | Кубок африканських націй 2023 - груповий етап | 1    | 72'      |
| 29-1-2024  | Ямусукро         | Сенегал    | 1 – 1 д.ч. (4 – 5 п.п.) | Кот-д'Івуар     | Кубок африканських націй 2023 - 1/8 фіналу    | -    | 96'      |
| 22-3-2024  | Ам'єн            | Сенегал    | 3 – 0                   | Габон           | товариський матч                              | -    | 65'      |
| 26-3-2024  | Ам'єн            | Сенегал    | 1 – 0                   | Бенін           | товариський матч                              | -    | 78'      |
| 6-6-2024   | Діамніадіо       | Сенегал    | 1 – 1                   | ДР Конго        | Відбір до ЧС 2026                             | -    | 62'      |
| 9-6-2024   | Нуакшот          | Мавританія | 0 – 1                   | Сенегал         | Відбір до ЧС 2026                             | -    | 90+10'   |
| 6-9-2024   | Діамніадіо       | Сенегал    | 1 – 1                   | Буркіна-Фасо    | Відбір до Кубка африканських націй 2025       | -    | 90+3'    |
| 9-9-2024   | Лілонгве         | Бурунді    | 0 – 1                   | Сенегал         | Відбір до Кубка африканських націй 2025       | -    | 61'      |
| Усього     |                  | Матчів     | 22                      |                 | Голів                                         | 2    |          |